# Margaret Elwyn Sparshott
Margaret Elwyn Sparshott CBE RRC (Mahé, 4 augustus 1870 - Beckenham, 9 oktober 1940) was een Britse verpleegkundige.
Ze was hoofdverpleegkundige van het Manchester Royal Infirmary en van de Territorial Force Nursing Service in Manchester. Tijdens de Eerste Wereldoorlog gebruikte ze het 2nd Western General Hospital als uitvalsbasis. Binnen dit kader was ze verantwoordelijk voor het beheer van tweeëntwintig grote hulpziekenhuizen, waaronder de veldhospitalen voor oorlogsgewonden in Stockport, Salford en Manchester. Tijdens de grieppandemie van 1918-1920 moest ze ook het hoofd bieden aan het toegenomen aantal patiënten.
Sparshott was een van de oprichters van het Britse Royal College of Nursing. Als lid voerde ze campagne voor passende salaris- en opleidingssystemen voor verpleegkundigen en begin jaren 1930 was ze voorzitter. Sparshott trouwde nooit en haar toewijding aan haar carrière bracht haar onder andere een benoeming tot Commandeur in de Orde van het Britse Rijk (CBE) en het vernoemen van een verpleegkundeopleiding naar haar.